# Hundarnas morgon
Hundarnas morgon är en svensk TV-film från 1981 i regi av Lars G. Thelestam. I rollerna ses bland andra Micha Gabay, Evert Lindkvist och Marvin Yxner.

## Rollista
- Micha Gabay – Håkan von Seler
- Evert Lindkvist – Arvidsson, smed
- Marvin Yxner – Valter Arvidsson, smeden Arvidssons son
- Sven-Olof Jansson – Sture Sätherberg
- Wiveca Warenfalk – Siri Knutsson, lärarinna
- Krister Hell – Yngve Börjesson
- Gunilla Nyroos – Annbritt
- Tommy Johnson – Manfred
- Rune Carlsson – Sven Trummare
- Gösta Krantz – godsägare Börjesson, Yngves far
- Alf Nilsson – Tillén, kommunalkamrer
- Barbro Oborg – Linnéa, servitris
- Paul Budsko – Daniel Goldberg, tivolidirektör
- Elsie Höök – fru Sätherberg, Stures mor
- Carl-Olof Alm – Fransjosef
- Carl-Olof Gierow – riksdagsman von Seeler, Håkans far
- Willie Andréason – arbetarkommunens ordförande
- Svante Odqvist – landsfiskalen
- Lennart Grönkvist – kårist

## Om filmen
Filmen producerades av Bert Sundberg för produktionsbolaget Moviemakers Sweden AB. Den fotades av Jörgen Persson och Rolf Lindström och klipptes av Susanne Linnman och Lasse Lundberg. Manus skrevs av Carl-Johan Seth. Filmen premiärvisades den 17 november 1981 i TV2.